# Església de Santa Caterina de Teulada
L'església de Santa Caterina és un temple de culte catòlic al municipi de Teulada (Marina Alta, País Valencià). Aquesta església pot datar de l'últim terç del segle xvi, construïda sobre una primitiva església gòtica que havia estat construïda entre finals del segle XIV i principis del XV.
La construcció d'aquest temple respon a una doble funcionalitat: religiosa i defensiva. Els continus atacs de la pirateria barbaresca que des de les costes d'Àfrica van castigar greument i sovint els pobles de litoral valencià. L'any 1562 l'enginyer italià J. B. Antonelli aconsellava reforçar les muralles de la vila de Teulada o fortificar la seua església. El resultat d'aquest informe, a més de les reiterades peticions dels Jurats i Justícies de la vila, va ser que s'aixequés un edifici de proporcions que podem qualificar de majestuoses si tenim en compte el que era en aquells moments la població de Teulada (gairebé uns 600 habitants l'any 1574). Les obres van durar al voltant de 35-40 anys i van ser sufragades íntegrament pels veïns de la vila mitjançant la imposició de diferents contribucions que afectaven el comú de la població. Diversos documents ens donen una idea de la importància de l'Església com a fortalesa per a la defensa del poble i terme de Teulada.

## Arquitectura
Arquitectònicament l'església consta en l'actualitat de dues parts ben diferenciades: la primitiva, del segle xvi, i una sèrie d'ampliacions que van des del segle xviii als nostres dies. La part primitiva s'eleva sobre una cripta que servia d'espai de soterrament per al clergat i les famílies distingides de Teulada fins a principis del segle xix, se'ns presenta com un temple de nau única orientada cap a llevant, amb quatre trams, altars entre contraforts, volta de mig punt a base d'arcs tercelets i un absis poligonal de cinc costats amb volta estrellada, que en la clau té l'escut d'armes de la parròquia com a testimoni d'una pintura daurada que recobria les nervadures de tradició gòtica. Aquestes neixen des de dalt d'una imposta que, rodejant tota la nau, separa els pilars de la volta. Aquests mateixos pilars es converteixen en contraforts i sustenten el cobriment del temple, tenint en la part davantera dos estries que de dalt a baix els decoren. La il·luminació natural de la fàbrica entra per una sèrie de finestres quadrangulars, decorades amb vidrieres que corren al llarg de cinc arcs cecs per cada costat i per sobre de la imposta, contrastant les formes corbes dels arcs amb les rectilínies de les finestres. Aquestes, d'altra banda, són de reduïdes dimensions a causa del caràcter defensiu del temple, ja que d'aquesta manera els murs són molt més resistents davant de qualsevol possible atac d'artilleria. La feble llum natural que entra per aquestes finestres s'ha vist reforçada mitjançant la instal·lació de tubs fluorescents per sobre de la imposta, que recorren la part antiga de l'església. Segons les últimes investigacions sabem que va treballar en aquest temple, i gairebé amb tota seguretat el va projectar, Joan Cambra, important arquitecte que va deixar edificis molt notables com l'església de Pego i Sant Miquel dels Reis a València.
Aquestes característiques recorden els temples del gòtic català d'una sola nau, altars entre contraforts, volta d'arcs tercelets i absis poligonal, són les pròpies d'una fàbrica renaixentista que, amb els arcs de mig punt i la imposta, encara conserva fresca, en l'estructura i la volta, la força del ja tardà gòtic valencià del segle xv, que es fa present en tota aquesta sèrie de reminiscències tant en aquest temple com en altres esglésies del País valencià, totes elles d'una època que va des de les acaballes del segle xvi fins a finals del segle xvii.
La primera ampliació intenta donar una forma de creu llatina com a prolongació de l'antiga planta gòtica. Ajuda a donar aquesta sensació de continuïtat l'allargament de la imposta al voltant d'aquesta zona ampliada. És en aquest moment (ca. segle xviii) quan canvia l'orientació de l'altar major d'est a oest. Presumim que en aquests moments es va obrir la porta, d'estil neoclàssic coneguda com a Porta Nova. També llavors desapareixen totes les característiques defensives que aquesta església tenia com a fortalesa. En l'actualitat tan sols podem observar algun tram de muralla en la part posterior del temple.
Després d'aquesta primera ampliació es construeixen la capella de la Comunió i noves dependències de la Sagristia, entre els segles XIX i XX. Finalment es dona pas a l'erecció d'un nou campanar, després d'haver enderrocat l'antiga torre rodona coneguda com la torre del Rellotge, situada al costat de la Porta de la Barbacana, que anava des de l'església fins a l'actual casa Abadia. Aquest nou campanar, començat al voltant de 1895 i acabat en la primera dècada del segle xx, és un bell exponent de les torres hexagonals que segueixen la tradició medieval, però construïda en una època en la qual domina el gust de rememorar temps pretèrits. Està construït en carreus de pedra viva destrament treballats per picapedrers de la vila i altres de la comarca i té unes dimensions de 24 metres de perímetre a la base i una alçada de 30 metres. Segons el projecte inicial aquest campanar no va ser acabat, ja que encara queda per fer una rematada en el qual estarien les campanes del rellotge, el qual estaria coronat per un cupulí.
L'any 1979 van començar les obres de restauració de l'església de Santa Caterina que van durar aproximadament un any. Si bé aquesta restauració ha contribuït a conèixer millor les particularitats constructives i artístiques del temple parroquial, la tècnica utilitzada per a la repristinació de la part interior no va ser la més adequada, ja que es va destruir part d'allò que quedava amagat sota una capa de pintura amb diferents tonalitats de gris, com per exemple alguns daurats de les nervadures de la volta i algunes marques de pedra picada, entre d'altres.